# Dän Swänska Theatren
Dän Swänska Theatren var ett svenskt teatersällskap aktivt mellan 1682 och 1691 – i Stockholm från 1686. Sällskapet uppträdde 1686–1689 i Lejonkulan och 1689–1691 i Stora Bollhuset. Det var Sveriges första inhemska teatersällskap och den första svenska teatern. Föreställningarna var offentliga och skådespelarna – enbart män – var studenter som uppträdde utan ersättning.

## Bakgrund
Teatern bildades 1682 av studenter aktiva inom studentteatern vid Uppsala universitet. Studentteater var sedan 1500-talet en viktig del av verksamheten vid universiteten, där den betraktades som ett pedagogiskt instrument för språkförståelse, minnesträning, offentligt uppträdande och förmedling av olika värden och faktakunskaper inom exempelvis den bibliska historien. Skådespelens publik var begränsad till universitets studenter och anställda, släktingar och inbjudna dignitärer. Studenter framförde ibland också skådespel för kungligheter och Ulrika Eleonora d.ä. lär ha besökt Dän Swänska Theatren vid åtminstone två tillfällen på Kungliga Stallet i Uppsala under 1680-talet. Hon omtalas sedan som Dän Swänska Theatrens gynnare och det är troligt att det var hon som 1686 uppmuntrade dem att öppna sin verksamhet i Lejonkulan, även om detta inte har kunnat styrkas.

## Verksamhet
Dän Swänska Theatrens verksamhet i Stockholm invigdes troligen i Lejonkulan på Karl XI:s födelsedag den 25 november 1686. Sällskapets medlemmar bestod av studenter, som inte uppfattade sig som yrkesaktörer. Föreställningarna var offentliga, men publiken lär huvudsakligen ha bestått av adel och det förmögna borgerskapet. Sällskapet ska åtminstone delvis ha kunnat förse sig med kostymer från den kungliga livrustkammarens klädförråd. Teatern hade kungligt beskydd, men ett stort antal utländska teatersällskap uppträdde parallellt i Stockholm. Den kan räknas som den första bekräftade offentliga svenskspråkiga teatern i Stockholm och Sverige, eftersom verksamheten på Björngårdsteatern, trots omfattade forskning, fortfarande är okänd.

## Repertoar
Repertoaren bestod till stor del av utländska pjäser som hade omarbetats till svenska och nämnas kan två pjäser av Johan Celsius: Orfeus, som framfördes under Fredrik IV av Holstein-Gottorps besök vintern 1687, och Disa samma år. Så kallade pastoraler, som då var populära i Europa, var vanliga och antas ha inspirerats av de tyska teatersällskap som parallellt hade gästframträdanden i Stockholm.

## Stora Bollhuset
Dän Swänska Theatren flyttade till Stora Bollhuset när Lejonkulan revs 1689. Sällskapet hade ensamrätt till Stora Bollhuset fram till sin upplösning 1691, medan övriga teatersällskap troligen var hänvisade till Lilla Bollhuset.

## Medlemmar
- Olof Rudbeck, naturforskare, historiker, professor.
- Johan Celsius
- Isaak Börk, truppens direktör.
- Carl Johan Ollieqvisth
- Andreas Strömbergh
- Georg Törnqvist (Adlercreutz), aktör, författare och översättare.
- Johan O. Widman